# パスタの一覧

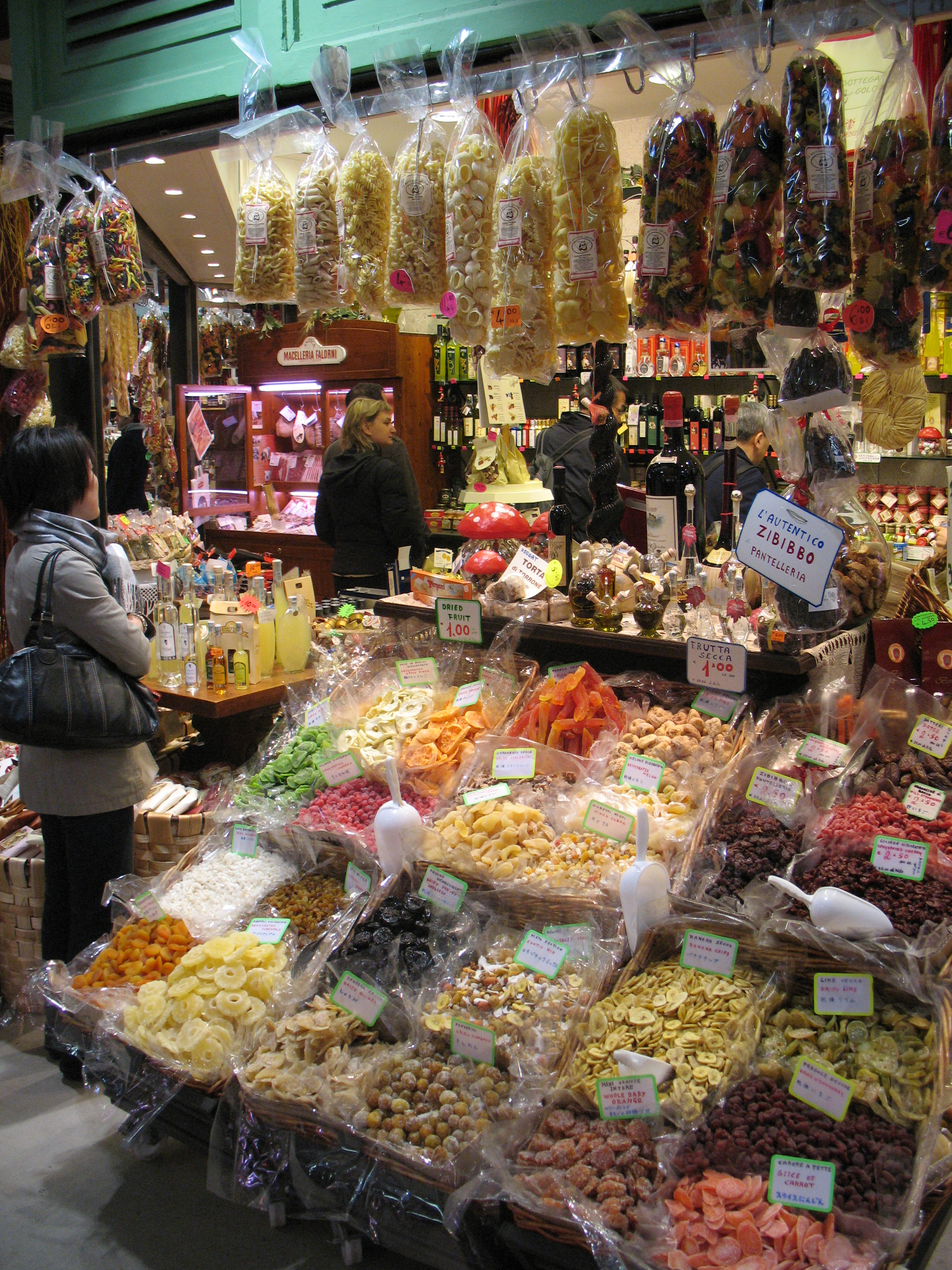
フィレンツェの中央市場でのパスタ。

パスタの一覧（パスタのいちらん、イタリア語: Tipi di pasta italiana）では、主にイタリア発祥の様々な種類のパスタについて、名称・画像・短い説明文・発祥の地域について表でまとめる。

## 解説
イタリアのパスタの種類は、主に形状、使用される小麦粉の種類、生パスタあるいは乾燥パスタか、調理方法（乾燥状態で食べるか、スープで食べるか）、卵や詰め物の有無によって区別される。 各パスタの種類は、通常、その食感やソースを吸着する能力に応じて、特定の料理に使用されるか、またはその地域の伝統に基づいて異なる調理法に適している。たとえば、アマトリチャーナソースは、カペッリ・ダンジェロには適さず、発祥地であるアマトリーチェ（リエーティ）やローマ風では、スパゲッティまたはブカティーニに使用される。
いくつかの種類（スパゲッティや、さまざまなカンパーニャ州、エミリア州、リグリア州のパスタ）は世界中で知られているが、他の種類は原産地のみで人気がある（たとえば、ヴァルテッリーナのピッツォッケリなど）。また、同じ種類でも異なる地域で異なる名前が付けられている場合もある（たとえば、スパゲッティ・アッラ・キタッラとトンナレッリは、他の地域ではチタリネと呼ばれることがある）。

## 長いパスタ

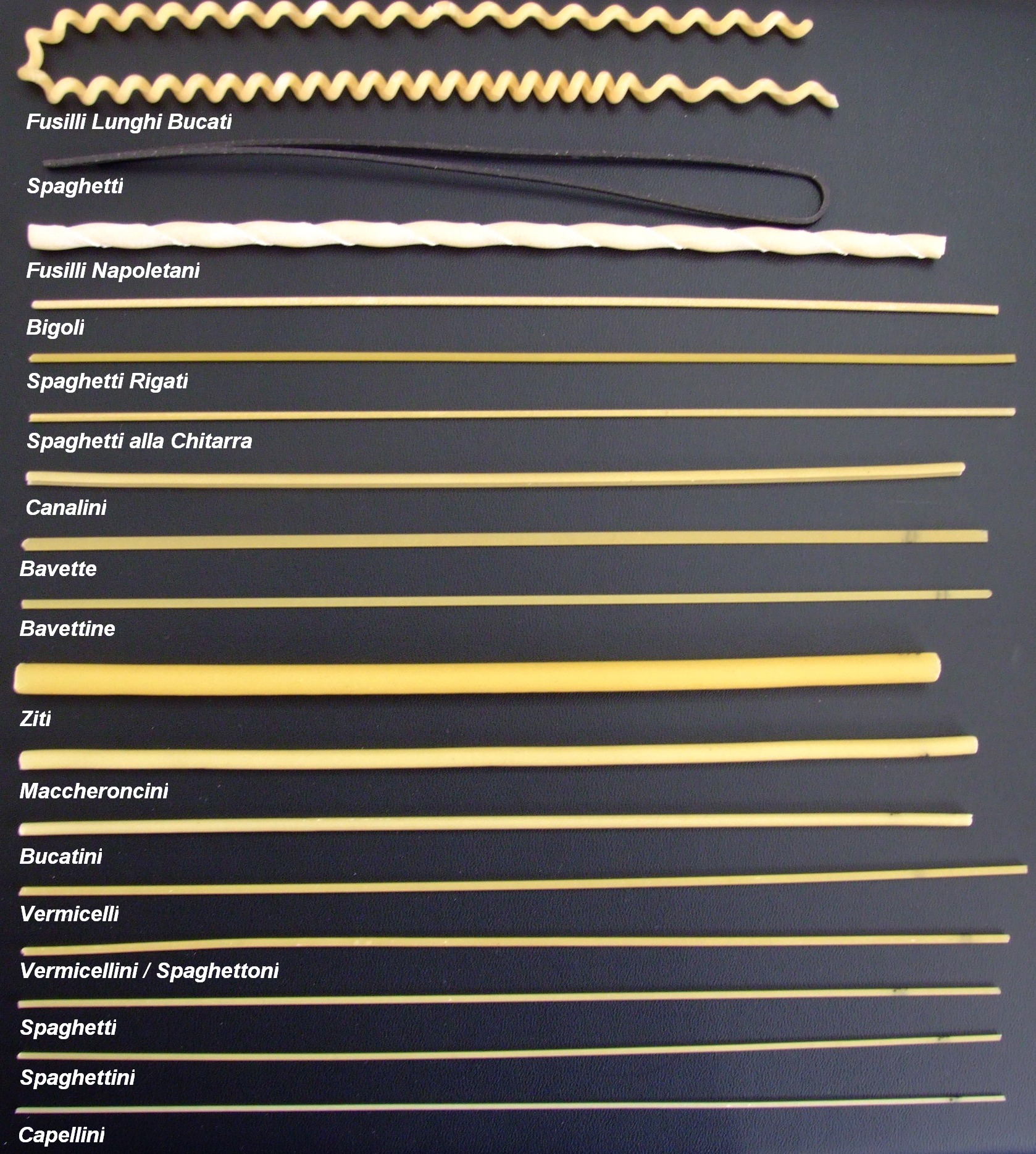
長いパスタ。

### 丸断面
| 画像 | 種類                         | 説明                                             | 地域           |
| ---- | ---------------------------- | ------------------------------------------------ | -------------- |
|      | ビゴリ                       | 太いスパゲッティ、粗い表面、ブロンズダイ仕上げ。 | ヴェネト州     |
|      | カペッリーニ                 | 極細の卵不使用乾燥パスタ                         | リグーリア州   |
|      | フェデリーニ                 | 非常に細いスパゲッティ、時には卵入り             | リグーリア州   |
|      | ピチ                         | 手で引き延ばした太いスパゲッティ                 | トスカーナ州   |
|      | スパゲッティ                 | 卵不使用の乾燥パスタ                             | シチリア州     |
|      | トロッコリ                   | 粗い手打ちの楕円断面のタリオリーニ               | プーリア州     |
|      | ヴェルミチェッリ             |                                                  | カンパーニャ州 |
|      | スパゲッティ・スカナラーティ | 楕円断面で、上下に溝があるスパゲッティ           | カンパーニャ州 |

### 四角断面
| 画像 | 種類                                             | 説明                                     | 地域                                   |
| ---- | ------------------------------------------------ | ---------------------------------------- | -------------------------------------- |
|      | スパゲッティ・アッラ・キタッラまたはトンナレッリ | スパゲッティと似ているが、断面が四角形   | アブルッツォ州、カンパーニャ州、ローマ |
|      | ストリンゴッツィ                                 | スパゲッティ・アッラ・キタッラよりも太い | ウンブリア州                           |

### 長方形またはレンズ状断面
| 画像          | 種類             | 説明                                                                    | 地域                                       |
| ------------- | ---------------- | ----------------------------------------------------------------------- | ------------------------------------------ |
|               | バヴェッテ       | 小型のタリアテッレ                                                      | リグーリア州                               |
|               | リングイネ       | 平らなスパゲッティ                                                      | リグーリア州                               |
|               | マファルディーネ | 短いパスタの帯                                                          | カンパーニャ州                             |
| senza cornice | サーニェ         | 平たい細長いパスタ（タリオリーニとも呼ばれる）や、1cm以内の小さな四角形 | アブルッツォ州、モリーゼ州、フロジノーネ県 |
|               | シャラテッリ     | 自家製のスパゲッティ、不規則な長方形断面                                | カンパーニャ州                             |
| senza cornice | トレネッテ       | 側面に線が入ったパスタの帯                                              | リグーリア州                               |
| senza cornice | パッパルデッレ   | 広いタリアテッレ。                                                      | トスカーナ州                               |

## パスタの巣または束

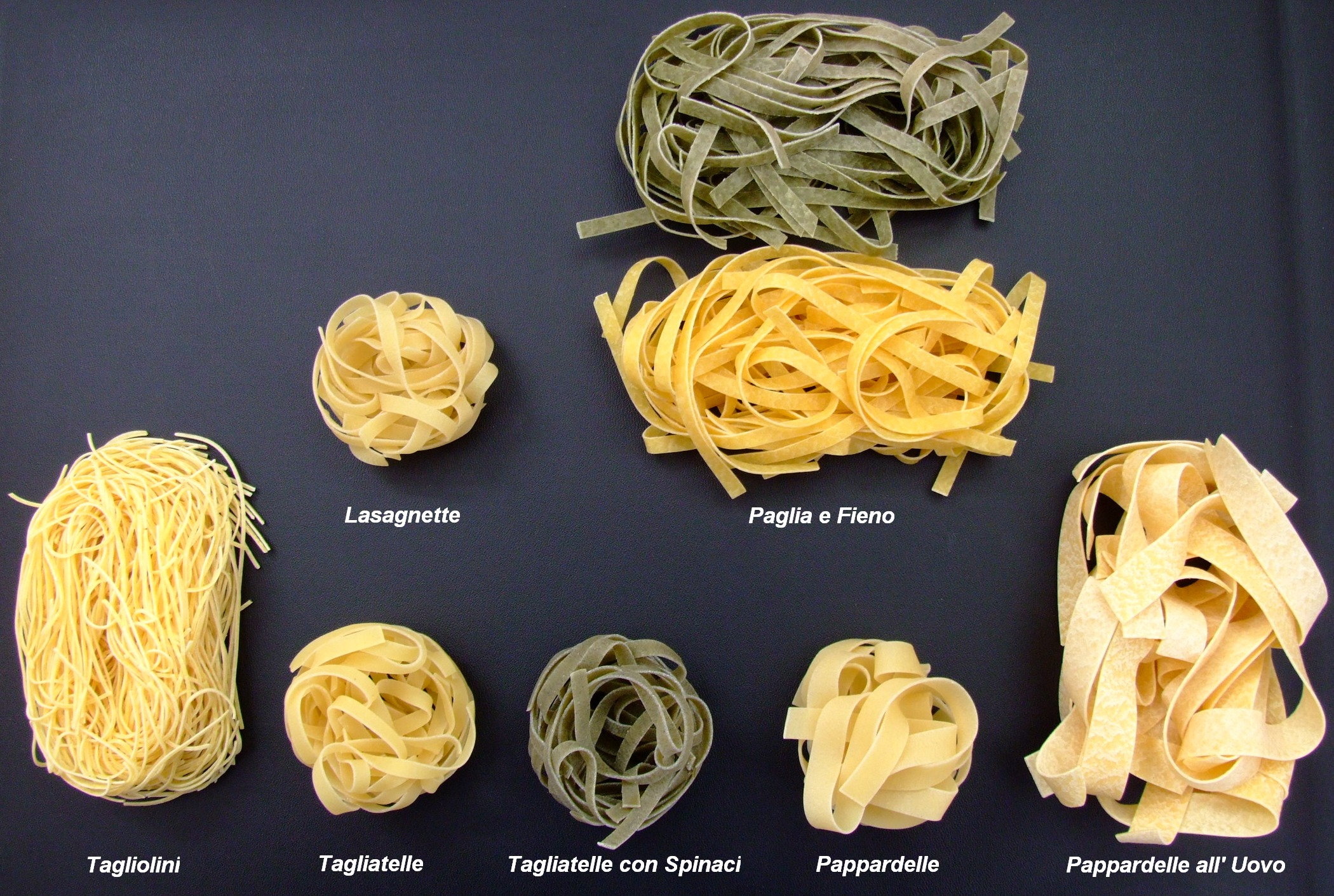
パスタの巣または束。

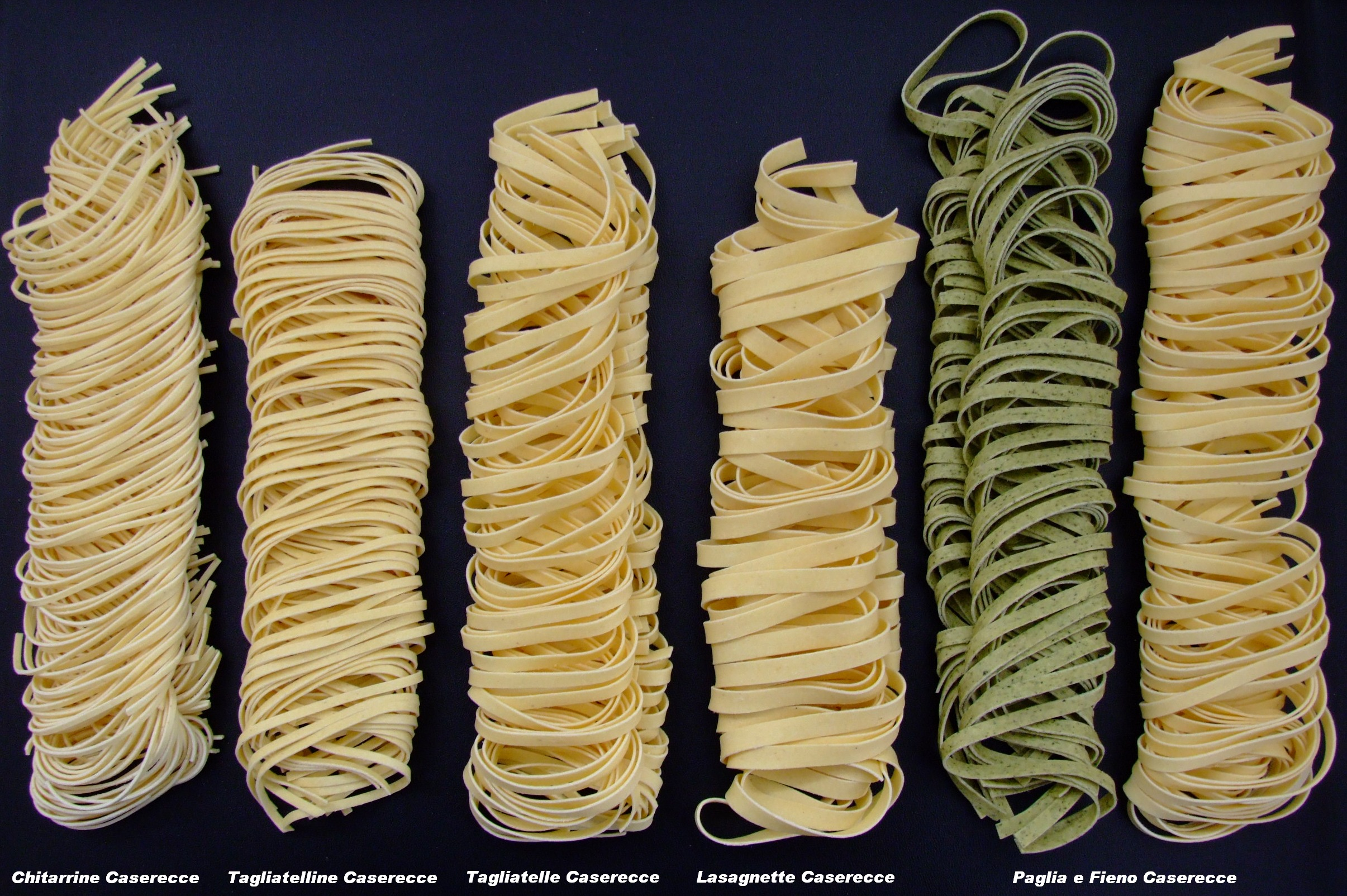
パスタの巣または束。

| 画像 | 種類                                                 | 説明                                 | 地域                                           |
| ---- | ---------------------------------------------------- | ------------------------------------ | ---------------------------------------------- |
|      | カペッリ・ダンジェロ、カペルヴェネーレ               | 非常に細い断面の乾燥卵パスタ         |                                                |
|      | フェットチーネ                                       | 卵パスタの細長い帯                   | ラツィオ州                                     |
|      | ラザニア                                             | 幅広のパスタ帯                       | カンパニア州、エミリア＝ロマーニャ州、マルケ州 |
|      | パッパルデッレ                                       | 幅広のパスタ帯                       | トスカーナ州                                   |
|      | ピッツォッケリ                                       | そばのパスタ                         | ロンバルディア州                               |
|      | ストリンゴッツィ、ストランゴッツィ、ストロンゴッツィ | 卵を使用しない四角い断面の長いパスタ | ウンブリア州                                   |
|      | タリアテッレ                                         | フェットチーネよりも幅広             | エミリア＝ロマーニャ州、マルケ州               |
|      | タリオリーニ、ピエモンテ語でタヤリン                 | より細いタリアテッレ                 | ピエモンテ州                                   |

## 管状パスタ

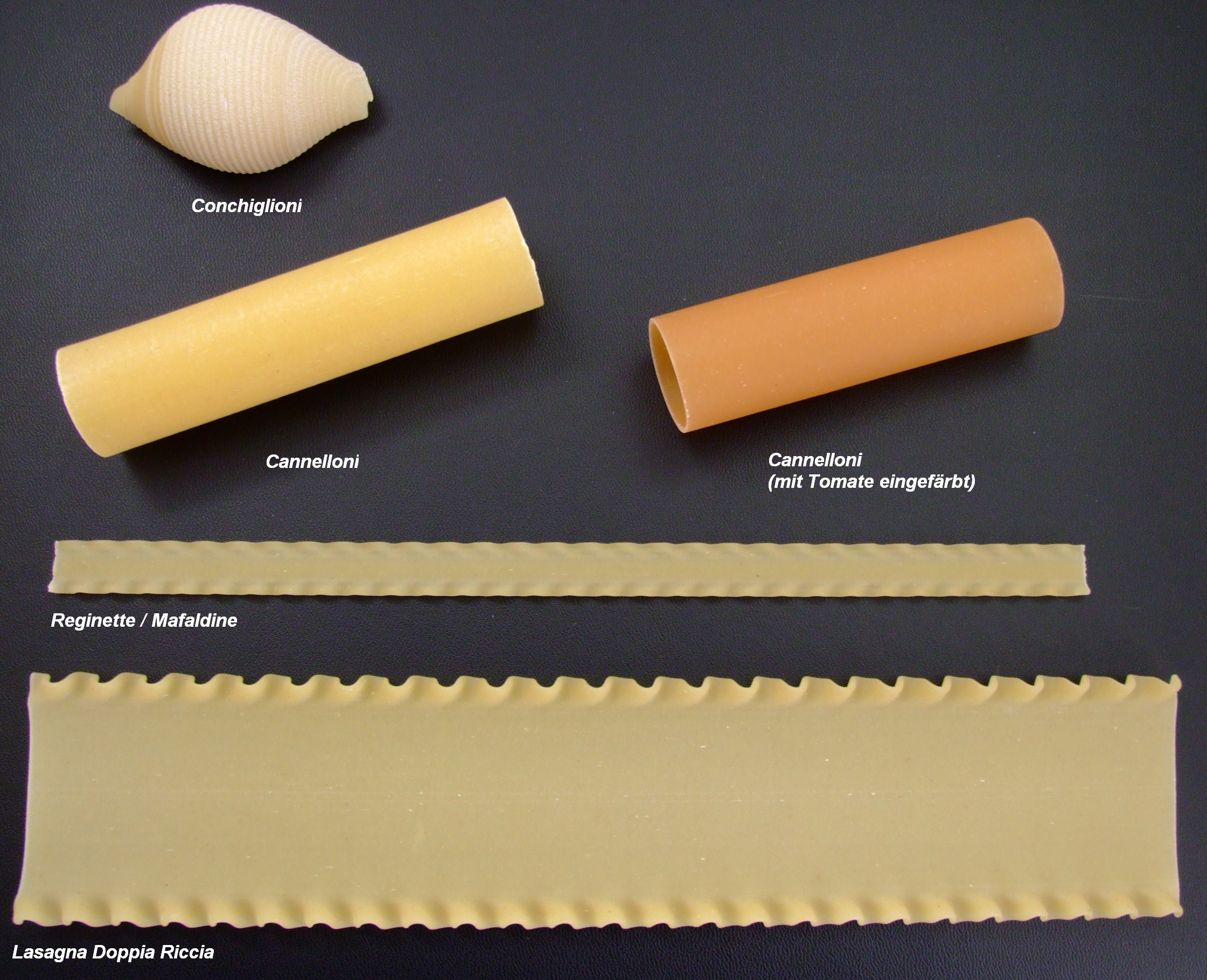
様々な種類のパスタ。

| 画像 | 種類                     | 説明                                           | 地域                                                               |
| ---- | ------------------------ | ---------------------------------------------- | ------------------------------------------------------------------ |
|      | ブカティーニ             | 中空のスパゲッティ                             | ラツィオ州                                                         |
|      | カラマラータ             | 輪状の短いパスタ                               |                                                                    |
|      | カネロニ                 | 大きな詰め物入りの筒状パスタ                   |                                                                    |
|      | カヴァタッピ             |                                                |                                                                    |
|      | チェッレンターニ         |                                                |                                                                    |
|      | キッフェリ               | 大きなマッケローニ                             |                                                                    |
|      | フィレヤ                 | 鉄で加工されたパスタ                           | カラブリア州                                                       |
|      | フジッリまたはエリケ     | らせん形のパスタ                               | アブルッツォ州、カンパニア州、モリーゼ州、シチリア州、カラブリア州 |
|      | ブジアーテ               | フジッリの一種                                 | シチリア州                                                         |
|      | ガルガネッリ             | 巻かれた四角形                                 | ロマーニャ                                                         |
|      | ガルガーティ             | 中空の短い卵パスタ                             | ヴィチェンツァ                                                     |
|      | グラミーニャ             | カール状の短い中空の卵パスタ                   | エミリア                                                           |
|      | マニーケ・ダ・フラーテ   |                                                |                                                                    |
|      | パッケリ                 | 幅広の管状パスタ                               | カンパニア州                                                       |
|      | パスタ・アル・チェッポ   | シナモンスティックの形                         | アブルッツォ州                                                     |
|      | ペンネ                   | 斜めにカットされた管状パスタ                   | リグーリア州                                                       |
|      | ペルチャテッリ           | より太いブカティーニ                           | カンパニア州                                                       |
|      | リガトーニ               | トルティリオーニより大きな縦溝のある管状パスタ | カンパニア州                                                       |
|      | サーニェ・ンカンヌラーテ | 長く幅広の非卵パスタを細い螺旋状に巻いたもの   | サレント                                                           |
|      | セーダニ                 |                                                |                                                                    |
|      | トルキエッティ           |                                                |                                                                    |
|      | トルティリオーニ         | リガトーニより小さな螺旋状の溝のある管状パスタ |                                                                    |
|      | トゥッフォリ             | リガトーニの一種                               |                                                                    |
|      | ズィーティ               | 長く細い管状パスタ                             | カンパニア州                                                       |

## 短いパスタ

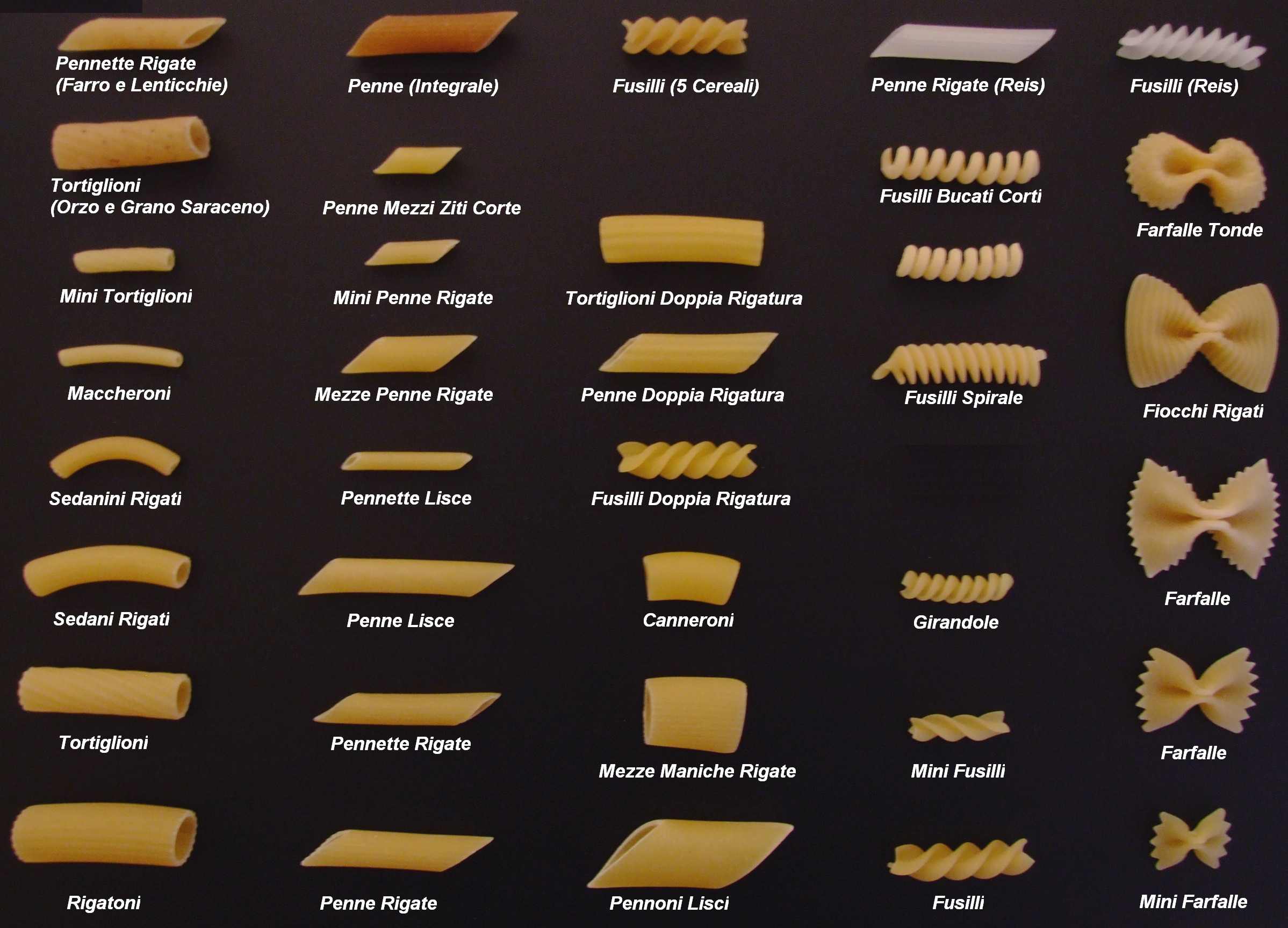
短いパスタ。

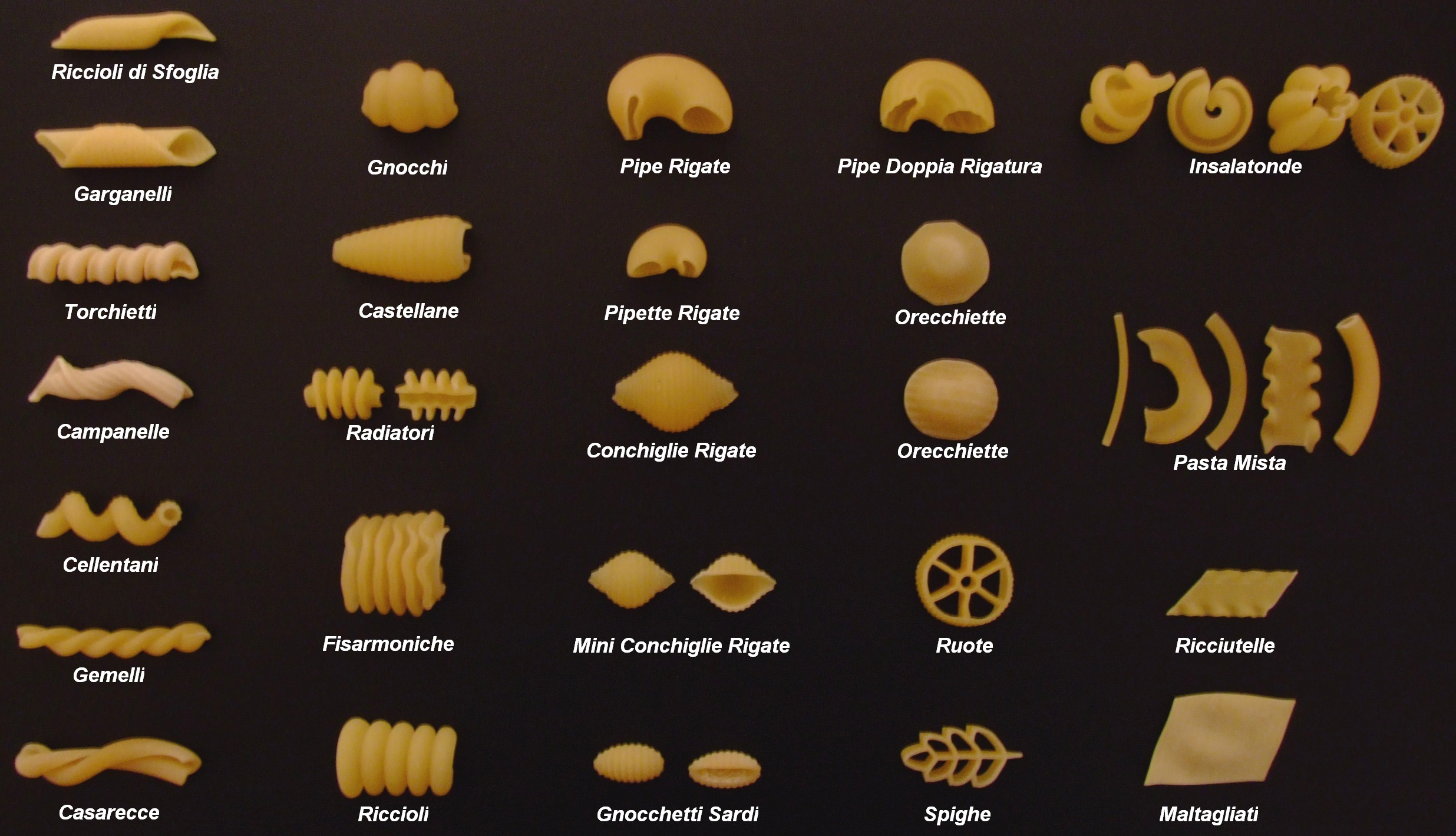
短いパスタ。

| 画像 | 種類                                                     | 説明 | 地域                                    |
| ---- | -------------------------------------------------------- | --- | --------------------------------------- |
|      | アネッレッティ                                           | リング状のパスタ、オーブン焼きのティンバッロに使用                                                                 | シチリア                                |
|      | アネッリーニ                                             | 短い管状パスタ | アブルッツォ                            |
|      | カンパネッレ                                             | |                                         |
|      | カサレッチェ                                             | 二重の"S"字型のフジッリの一種                                                                                      |                                         |
|      | カタネゼッレ                                             | 太くて短いマカロニ                                                                                                 | シチリア                                |
|      | カヴァテッリ                                             | 不規則な管状のパスタ                                                                                               | モリーゼ                                |
|      | チェケッティ                                             | 丸いパスタ |                                         |
|      | チェンチョーニ                                           | 花の形をしたパスタ                                                                                                 |                                         |
|      | チャヴァットーニ                                         | リガトーニより大きな管状パスタ                                                                                     | マルケ                                  |
|      | コンキリエ                                               | 貝殻の形をしたパスタ                                                                                               |                                         |
|      | クレステ・ディ・ガッロ                                   | |                                         |
|      | ディスキ・ヴォランティ                                   | 野菜ソースを添えた一皿                                                                                             |                                         |
|      | ファルファッレ、ナストリーニ・ア・ガラーノ、コルゼッティ | | リグーリア                              |
|      | フィオレンティーネ                                       | | トスカーナ                              |
|      | フリチェッリ                                             | | プーリア                                |
|      | フジッリ                                                 | らせん状のパスタ、しばしばニンジンやホウレンソウを生地に加えて着色される。                                         | カンパニア                              |
|      | フジッリ・ブカーティ                                     | | カンパニア                              |
|      | ジェメッリ                                               | |                                         |
|      | ジリ                                                     | ユリの花の形をしたパスタ                                                                                           |                                         |
|      | ジランドーレ                                             | フジッリの一種 |                                         |
|      | ニョッキ・アッラ・ロマーナ                               | セモリナ粉のディスク。ジャガイモのニョッキと混同しないこと。                                                       | ラツィオ                                |
|      | ニョッケッティ・サルディ、マッロレッドゥス               | コンキリエに似ているが、より細くて密集している。ジャガイモのニョッキやニョッキ・アッラ・ロマーナと混同しないこと。 | サルデーニャ                            |
|      | ランテルネ                                               | |                                         |
|      | ロリギッタス                                             | リング状に閉じた小さな三つ編み形のパスタ                                                                           | サルデーニャ                            |
|      | ルマーケ                                                 | |                                         |
|      | マルタリアーティ、マルファッティ                         | 丁寧に切られていないパスタ。                                                                                       | エミリア＝ロマーニャ                    |
|      | マニケ、メッゼ・マニケ                                   | |                                         |
|      | オレキエッテ                                             | 不規則な円形 | プーリア                                |
|      | パッサテッリ                                             | 海のヒモムシの断片を模したもの                                                                                     | マルケ、ロマーニャ                      |
|      | ピペ                                                     | カタツムリの殻を模したもの                                                                                         |                                         |
|      | ラディアトーリ                                           | |                                         |
|      | リッチョーリ                                             | |                                         |
|      | ロテッレ、ルオーテ                                       | 放射状の車輪の形をした縁のある開いたパスタ                                                                         |                                         |
|      | サニャレッリ                                             | 波状の縁のある長方形の卵パスタ                                                                                     | トスカーナ                              |
|      | スピーゲ                                                 | |                                         |
|      | スピラーリ                                               | |                                         |
|      | ストラシナーティ                                         | 不規則な円形で、オレキエッテよりやや大きい                                                                         | バジリカータ、プーリア                  |
|      | ストロッツァプレーティ、ストランゴラプレーティ           | 短いねじれたひも状のパスタ                                                                                         | エミリア＝ロマーニャ                    |
|      | テスタローリ (トスカーナ語)、テスタイエウ (リグーリア語) | ひし形のパスタ | リグーリア、トスカーナ (ルニジャーナ)、 |
|      | トロフィエ                                               | 長くて細いパスタ                                                                                                   | リグーリア                              |

## 極小パスタ
- アチーニ・ディ・ペペ: デュラム小麦のセモリナ粉で作られた粒状のパスタ、リグーリア原産。
- カスカ（イタリア語版）: デュラム小麦のセモリナ粉で作られた粒状のパスタ、南サルデーニャ原産。
- クスクス: デュラム小麦のセモリナ粉で作られた粒状のパスタ、西シチリアおよび北アフリカ原産。
- ディターリ/ディタリーニ: デュラム小麦のセモリナ粉で作られた小さな、切り取られた中空の形状のパスタ、カンパニア原産。
- フレグラ: デュラム小麦のセモリナ粉で作られた小さな焼いたボール状のパスタ、南サルデーニャ原産。
- リゾーニ: デュラム小麦のセモリナ粉で作られた米粒（または大麦、名前の由来）の形状のパスタ、トスカーナ原産。
- ストルティーニ: デュラム小麦のセモリナ粉で作られた小さな曲がった中空のマカロニ形状のパスタ、カンパニア原産。
- マンフリゴーリ（イタリア語版）またはモフリゴーリまたはモンデッリーニ: 小麦粉で作られた、卵入りまたは卵なしの粒状のパスタ、ロマーニャおよびマルケ原産。マルファッティーニ、グラッティーニとも呼ばれる。語源（マヌスとフリコ）は、手でこすってパスタを作ることを示唆している。

## 詰め物入りパスタ
- アニョロッティ: 卵パスタの詰め物入り、ピエモンテ（ピエモンテのアニョロッティとプリンのアニョロッティ）とロンバルディア（パヴィアのアニョロッティ）の特産品。
- アノリーニ: パルマの特産品。
- アニョリーニ（イタリア語版）: 卵パスタの詰め物入り、マントヴァの特産品。
- カッペレッティ: 卵パスタの詰め物入り、エミリア＝ロマーニャとマルケの特産品。
- カッペラッチ（イタリア語版）: 卵パスタの詰め物入り、フェラーラ県の特産品。
- カソンチェッリ: 卵パスタの詰め物入り、ベルガモ県の特産品。
- チャルソンス: シナモン、砂糖、燻製チーズ、ミントなどで味付けした甘いラビオリ。ウーディネ県カルニア（英語版）の特産品。
- クルルジョニス（イタリア語版）: 卵とジャガイモのパスタの詰め物入り、サルデーニャの特産品。
- ラビオリ: 卵パスタの詰め物入り、様々なイタリアの地域（イタリア語版）（主に詰め物が異なる）の特産品、例えばバジリカータ、エミリア＝ロマーニャ、ラツィオ、リグーリア、マルケ、トスカーナ、ロンバルディア、シチリア、サルデーニャ。
- マルビーニ（イタリア語版）: 卵パスタの詰め物入り、ロンバルディアの特産品。
- パンソッティ: 卵パスタの詰め物入り、リグーリアの特産品。
- メッゼルーネ: 卵パスタの詰め物入り、南チロルの特産品。
- トルテッリ（イタリア語版）: 卵パスタの詰め物入り、エミリア（ピアチェンツァ風トルテッリ（イタリア語版）、ハーブのトルテッリ、トルテル・ドルス）、ロンバルディア（マントヴァのトルテッリ、苦いトルテッリ、キャベツのトルテッリ、ヴィッラノーヴァのトルテッリ、クレマのトルテッリ）、トスカーナ（マレンマのトルテッリ、ムジェッロのトルテッリ、ルッカのトルデッリ）の特産品。
- トルテッリーニ: 卵パスタの詰め物入り、エミリア（ボローニャのトルテッリーニ）とヴェネト（ヴァレッジョのトルテッリーニ）の特産品。
- トルテッローニ: 卵パスタの詰め物入り、エミリア（トゥルトルーン）とロンバルディア（カボチャのトルテッローニ）の特産品。

## 脚註
1. ↑  “Antologia letteraria della pasta in Italia, dall'antichità all'attualità”. 2024年9月5日閲覧。
2. ↑  Silvano Serventi, Françoise Sabban, Laterza, ed., La Pasta. Storia e cultura di un cibo universale, ISBN 88-420-6167-0
3. ↑  “Slow Food: Storia e differenziazione della pasta alimentare in Italia”. 2024年9月5日閲覧。
4. ↑  J.-L. Flandrin e M. Montanari, Storia dell'alimentazione, Grandi Opere Laterza, 2003
5. ↑  “L'Italia della pasta”. 2024年9月5日閲覧。
6. ↑  Pasta alimentare entry （イタリア語）  in the Enciclopedia italiana
7. ↑  “ペンネ？元々はサフランと共に”. 2021年9月26日閲覧。